# 郑州市紧急医疗救援中心
郑州市紧急医疗救援中心是河南省郑州市的院前急救机构。其前身为始建于1995年的郑州市急救中心。2001年成立郑州市“120”急救指挥中心，2005年成立郑州市紧急医疗救援中心。

## 机构职责
郑州市紧急医疗救援中心的职责如下：
- 在突发公共卫生事件或重大灾难发生时，是市政府、市卫生健康委员会医疗救援的指挥中心；
- 在紧急情况下，经河南省卫生健康委员会授权，可指挥协调全省医疗急救资源；
- 承担郑州地区的紧急救援指挥调度、监督管理院前急救和应对公共卫生突发事件等职能；
- 承担政府各种大型活动的医疗保障；
- 组织参与全省公共卫生突发事件的现场紧急救援；
- 开展全省院前医疗急救管理培训基地工作。

## 急救网络
郑州市紧急医疗救援中心下设医务科、调度科、网络信息科、特勤科、培训科、车辆管理科、急救管理科、院前保障科、办公室、政工科、后勤科11个科室。中心以120急救调度指挥大厅为平台，在全市设123家急救站，拥有358辆救护车，构成院前急救网络，形成了一个覆盖全市城乡三级急救网络体系。其中市直属65家急救站，211辆救护车，县（市）区7个分中心下属58家急救站，147辆救护车。

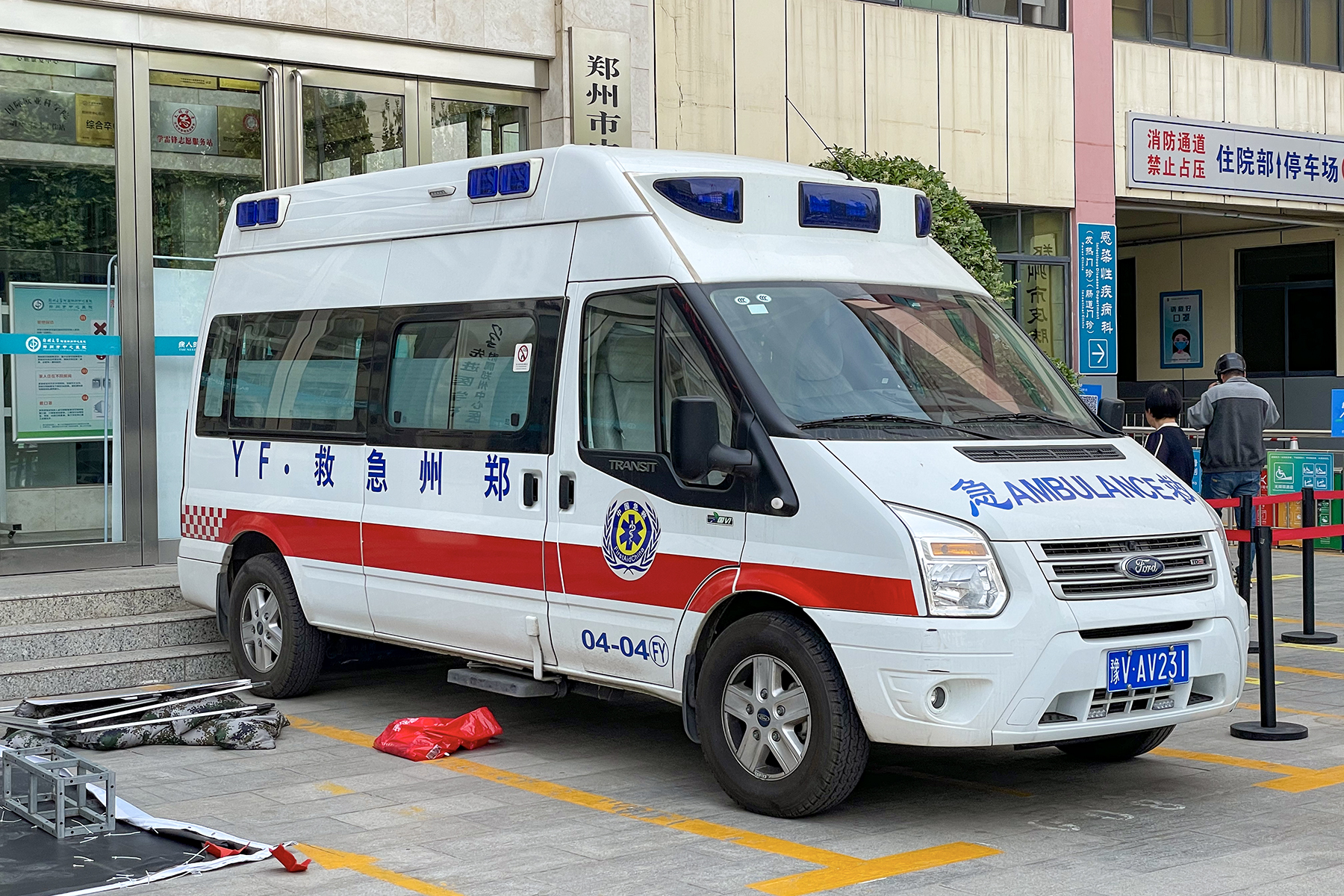
郑州市中心医院急救站的一辆福特全顺负压救护车

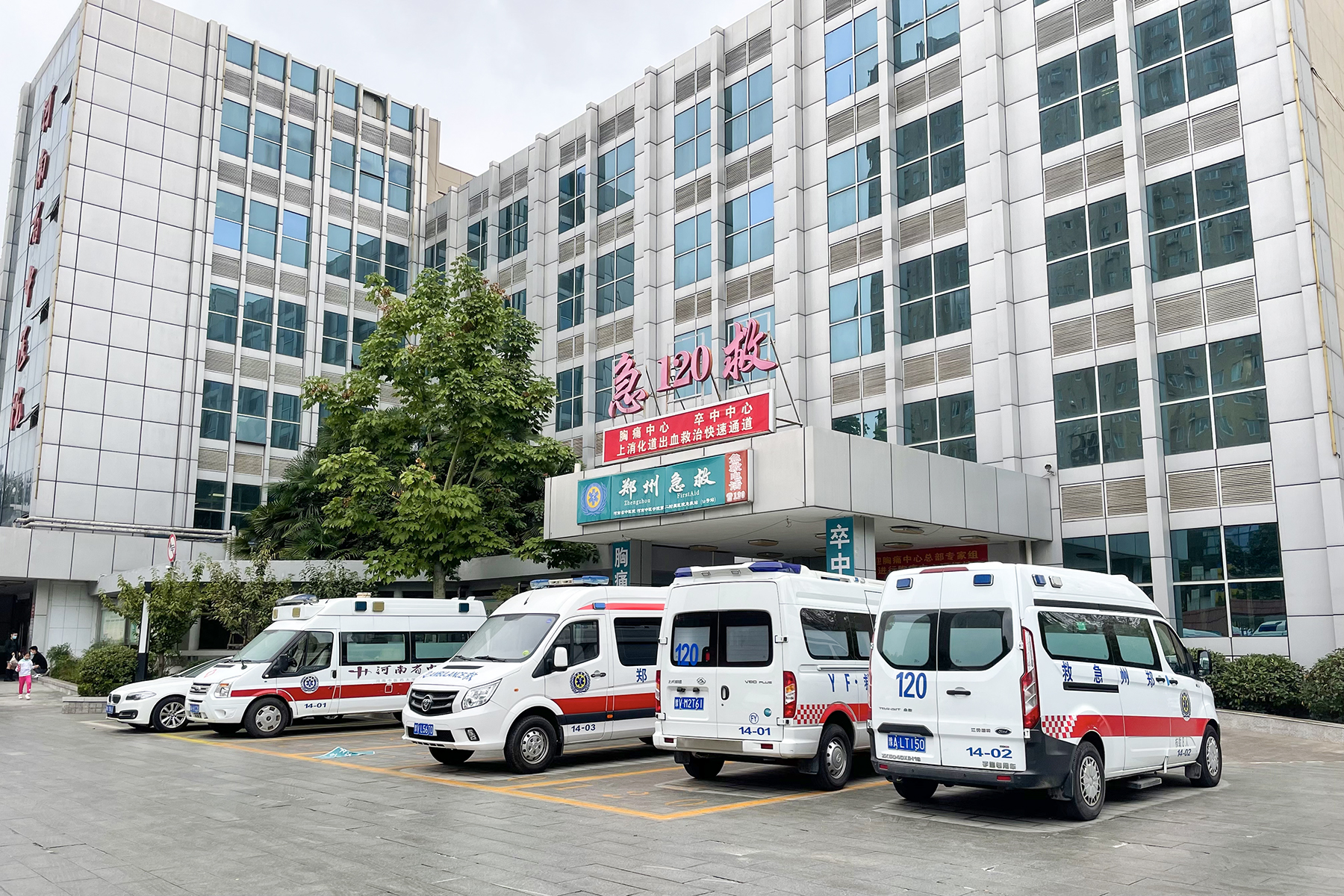
河南中医药大学第二附属医院急救站

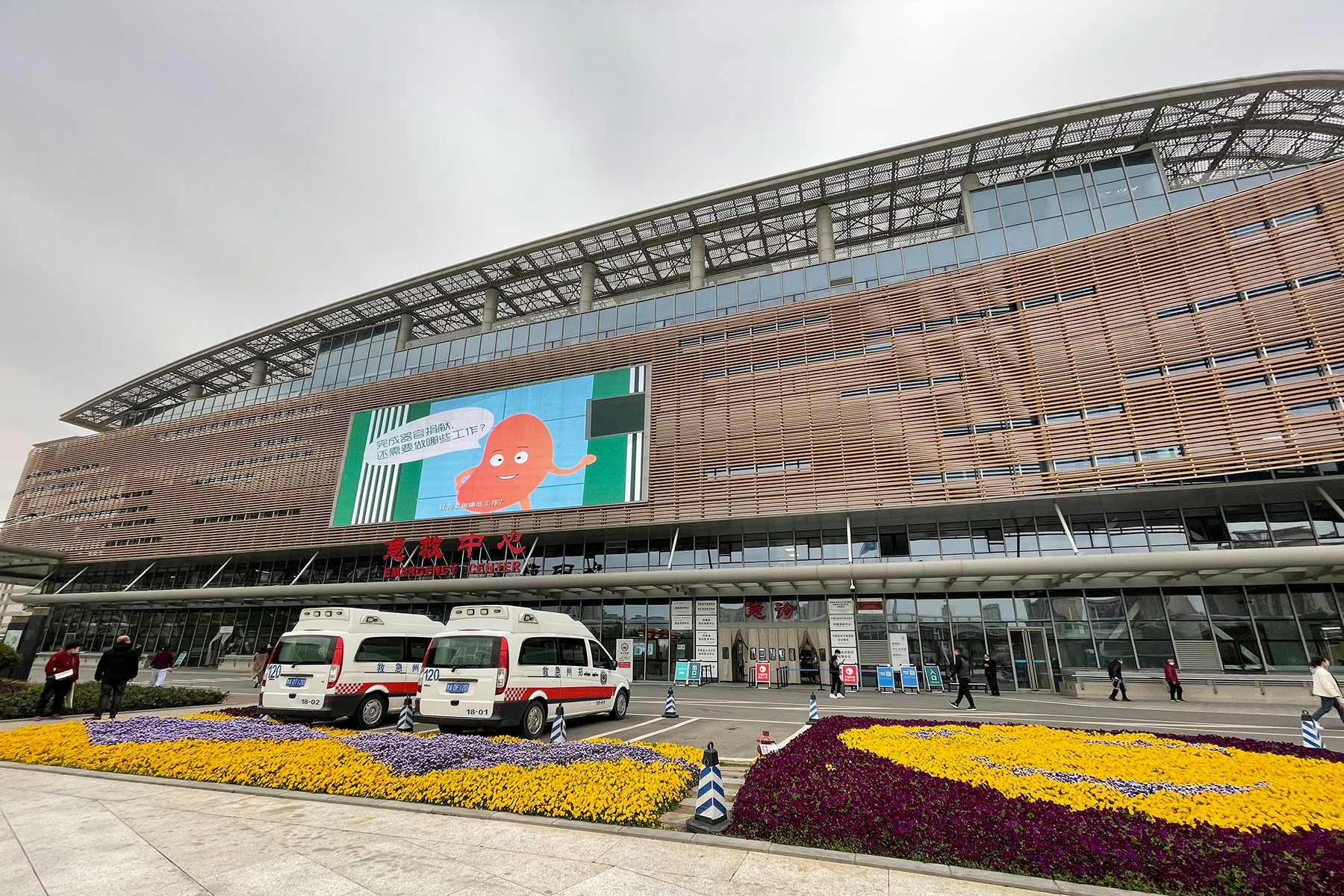
郑州大学第一附属医院郑东院区急救站

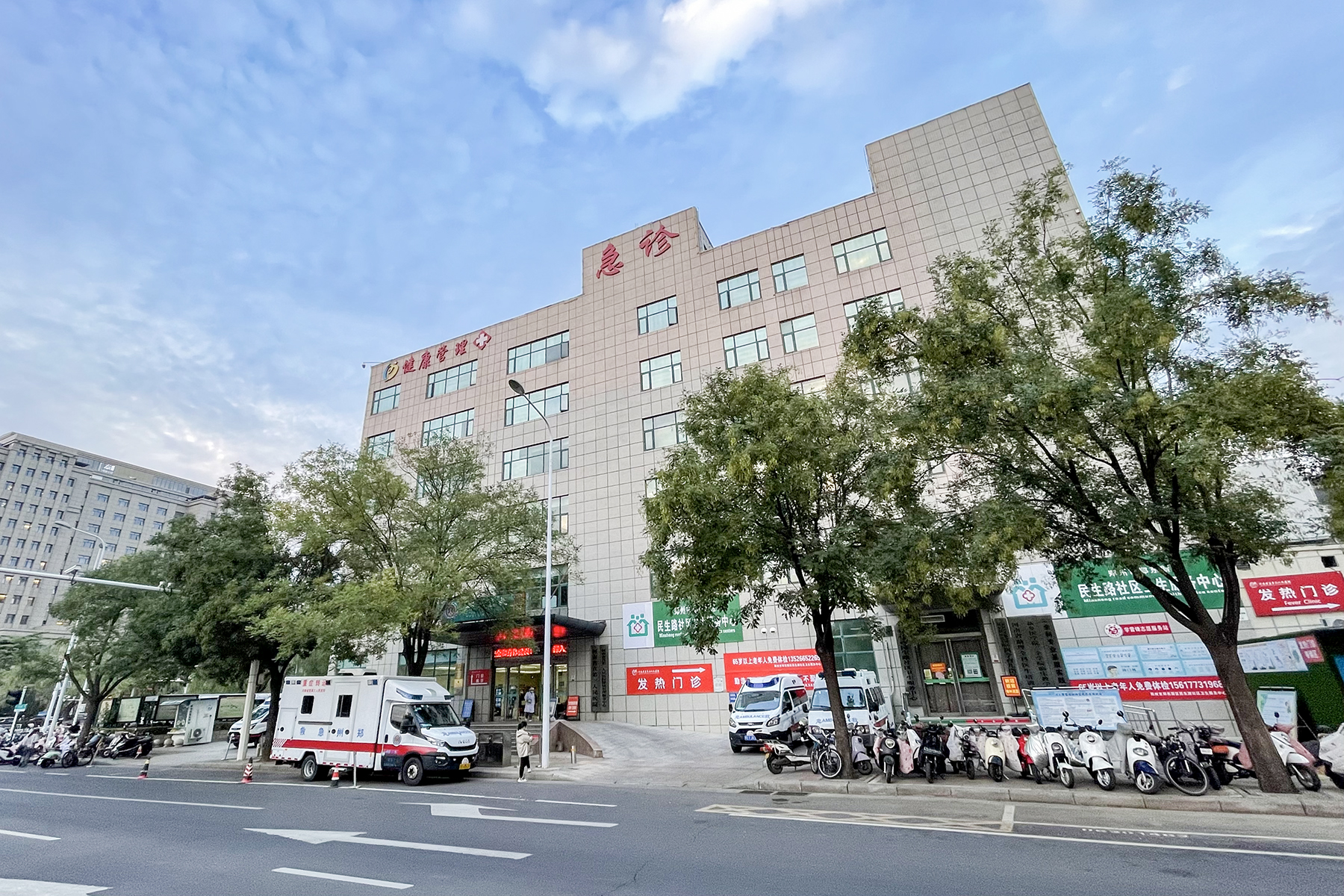
河南省直第三人民医院东院区急救站

市直属急救站列表如下：
| 编号 | 急救站名称                                   | 编号 | 急救站名称                                 |
| ---- | -------------------------------------------- | ---- | ------------------------------------------ |
| 1    | 郑州市第二人民医院急救站                     | 41   | 郑州市二七区马寨卫生院急救站               |
| 2    | 郑州市第一人民医院急救站                     | 42   | 郑州市二七区侯寨中心卫生院急救站           |
| 3    | 郑州市第三人民医院急救站                     | 43   | 郑州市郑东新区圃田乡卫生院急救站           |
| 4    | 郑州市中心医院急救站                         | 44   | 郑州市惠济区古荥镇卫生院急救站             |
| 5    | 郑州人民医院急救站                           | 45   | 河南省胸科医院急救站                       |
| 6    | 郑州市第六人民医院急救站                     | 46   | 河南省直第三人民医院东院区急救站           |
| 7    | 郑州市第七人民医院急救站                     | 47   | 河南中医药大学第三附属医院急救站           |
| 8    | 郑州大学第一附属医院急救站                   | 48   | 郑州颐和医院急救站                         |
| 9    | 郑州大学第二附属医院急救站                   | 49   | 河南（郑州）中汇心血管病医院急救站         |
| 10   | 郑州大学第一附属医院惠济院区急救站（暂停）   | 50   | 河南省骨科医院急救站                       |
| 11   | 河南省人民医院急救站                         | 51   | 郑州大学第一附属医院南院区急救站           |
| 12   | 郑州市中医院急救站                           | 52   | 郑州中医骨伤病医院急救站                   |
| 13   | 河南中医药大学第一附属医院急救站             | 54   | 郑州市郑东新区白沙镇卫生院急救站           |
| 14   | 河南中医药大学第二附属医院急救站             | 55   | 阜外华中医院急救站                         |
| 15   | 河南省职工医院急救站                         | 56   | 河南电力医院急救站                         |
| 16   | 郑州大学第五附属医院急救站                   | 57   | 郑州人民医院郑东院区急救站                 |
| 17   | 河南省直第三人民医院急救站                   | 58   | 郑州人民医院南部院区急救站                 |
| 18   | 郑州大学第一附属医院郑东院区急救站           | 59   | 郑州仁济医院南院区急救站                   |
| 19   | 郑州人民医院北院区急救站                     | 60   | 郑州市妇幼保健院急救站                     |
| 20   | 黄河中心医院急救站                           | 61   | 郑州经济开发区九龙卫生院急救站             |
| 21   | 郑州市金水区总医院急救站                     | 62   | 郑州西区中医院急救站                       |
| 22   | 中国人民解放军联勤保障部队第九八八医院急救站 | 63   | 黄河科技学院附属医院急救站                 |
| 23   | 武警河南总队医院急救站（暂停）               | 64   | 郑州市金水区总医院姚桥急救站               |
| 24   | 郑州市骨科医院急救站                         | 65   | 郑州高新技术开发区沟赵中心卫生院急救站     |
| 25   | 郑州儿童医院急救站                           | 66   | 河南中医药大学第一附属医院龙子湖院区急救站 |
| 26   | 郑州市第九人民医院急救站                     | 67   | 河南省中医院迎宾路院区急救站               |
| 27   | 郑州市惠济区人民医院急救站                   |      |                                            |
| 28   | 郑州仁济医院急救站                           |      |                                            |
| 30   | 郑州市第一人民医院商都路急救站               |      |                                            |
| 31   | 郑州市金水区总医院柳林急救站                 |      |                                            |
| 32   | 郑州中泰创伤手外科医院急救站                 |      |                                            |
| 33   | 郑州市第三人民医院北部院区急救站             |      |                                            |
| 34   | 郑州陇海医院急救站（暂停）                   |      |                                            |
| 35   | 郑州市第一人民医院港区院区急救站             |      |                                            |
| 36   | 河南省第二人民医院急救站                     |      |                                            |
| 37   | 郑州市中心医院高新区医院急救站               |      |                                            |
| 38   | 郑州市管城回族区南曹乡卫生院急救站           |      |                                            |
| 39   | 郑州市惠济区花园口镇卫生院急救站             |      |                                            |
| 40   | 郑州市管城回族区十八里河镇卫生院急救站       |      |                                            |

## 争议事件

### “120”延误救治大学生事件
2022年5月17日上午10时27分，河南大学大三学生彭某君因急性脑出血导致头疼，并拨打120报诊，郑州市紧急医疗救援中心调度员张真颖接听，通话时长8分13秒。但因彭某君意识模糊，并未能说出准确地址，故张真颖未及时派救护车出诊。随后47分钟内，张真颖回拨彭某君电话11次，但无人接听，添加其微信亦未通过验证。
至当日12时15分，调度班长代文欣接到电话报诊，称其室友喘气困难，位置在明理路河南大学龙子湖校区，并于12时16分调派救护车出诊。接报诊后，郑大一附院郑东院区急救站接市紧急医疗救援中心指令，于12时18分派救护车出诊，随车医生联系报诊人了解患者情况并进行急救指导。12时25分，救护车到达河南大学龙子湖校区，12时31分，急救人员进入彭某君宿舍进行现场急救，向在场老师口头告病危，并电话联系家属告病危，通知医院急诊科抢救室做好接诊准备。12时50分，彭某君被监护转运至郑大一附院郑东院区急诊科抢救室，后收住急诊重症监护室抢救。5月30日，彭某君病情恶化不治。
此后，彭某君生前与调度员张真颖的通话录音被上传网络后引发公众关注及热议。该通话中，彭某君呼吸沉重，说话声音较小，并在意识模糊的情况下将位置误报为“河南大学明伦校区”（实际上，河南大学在郑州市仅有龙子湖校区，明伦校区则位于开封市）。张真颖则反复追问准确地址，并在彭某君已意识模糊无法回答的情况下，仍说出“你这样我帮不了你”、“我感觉你没什么事啊”、“你都二十多岁上大学的人了”等话语。通话结束后，在回拨电话、添加微信均未果的情况下，张真颖未及时与110联动采取更有效的措施，导致彭某君未能在第一时间得到救治。
事件在网络发酵后，郑州市卫生健康委员会成立事件专项调查组，进驻郑州市紧急医疗救援中心开展全面调查。郑州市纪委监委对调查过程进行全程监督，并同步对相关人员启动问责。2022年6月6日，调查及处理结果公布，当班调度员张真颖被指“业务不熟练，对急诊患者病情研判有误，调度用语不规范，对急症报诊敏感性不够、处理能力不足、处理方法单一”，并给予开除处理。调度班长、调度科科长、中心副主任、市卫健委副主任等人亦被给予不同程度的处分。

### 女婴送医延误致死事件
2022年11月16日，周口市淮阳区居民李宝亮在网上发布求助信称，自己4个月大的女儿在11月14日突然出现剧烈呕吐和腹泻症状，拨打120求助后，12时34分左右120急救车来到，但医护人员没有看到孩子，以“病情不严重”为由拒绝拉走就诊并离开。经过反复沟通，接近晚上11点，他的女儿才被送到了近一百公里之外的登封市阳城医院救治，后于15日凌晨3时抢救无效死亡。李宝亮认为，正是因为以上的各种延误才导致女儿错过最佳治疗救治时间而夭折。
11月20日，郑州市纪委监委公布调查结果。调查认为不存在网传“120拒诊和延迟1个半小时到达现场”的问题，但在过程中“暴露出个别医护人员责任心不强、履职尽责不到位、工作不深入、应急处置能力不强，集中隔离场所培训管理不到位，对幼儿等特殊群体缺乏必要的人文关怀”。根据调查结果，郑州市纪委监委决定对集中隔离点专班负责人高某某、曲某某及集中隔离点驻点医生姚某、郑州市紧急医学救援11号急救站医生李某、定点医院医生孟某某谈话提醒、批评教育、诫勉和党纪政务处分。